# Gâscă (mâncare)
Gâsca, este un preparat culinar din mămăligă, specific românesc, foarte des folosită în gospodăriile ciobănești ardelenești. Se prepară prin alternarea straturilor de mămăligă și brânză de oaie, care introduse la cuptor, pentru 10-20 de minute, devin rumene și foarte gustoase. Se poate mânca alături de lapte dulce proaspăt, este recomandată copiilor, mai ales pe vreme de iarnă.